# Sideroxylon hirtiantherum
Sideroxylon hirtiantherum är en tvåhjärtbladig växtart som beskrevs av Terence Dale Pennington. Sideroxylon hirtiantherum ingår i släktet Sideroxylon och familjen Sapotaceae. IUCN kategoriserar arten globalt som sårbar.
Artens utbredningsområde är Guatemala. Inga underarter finns listade i Catalogue of Life.